# ムウタッズ
ムウタッズ（847年 - 869年）はアッバース朝の第13代カリフ（在位：866年 - 869年）である。

## 生涯
アッバース朝の第10代カリフであるムタワッキルとギリシア系の女奴隷カビーハとの間に生まれ、政争に敗れた先代カリフのムスタイーンから譲位されて866年に18歳で即位した。美少年だったが即位後まもなく功労があり後継者に指名していたが不仲になった弟や失脚したムスタィーンを殺害し、その死は自然死と公表した。
しかし、トルコ系武人の軍閥指導者たちに金をゆすられ、金持ちだった生母に頼んだが断られたため払わなかった。宮廷に押し掛けてきたトルコ系武人に拷問され退位を強要されやむなく従兄弟に譲位した。そのあと5日間拷問され死亡した。享年24。
死後、その死は自然死と公表された。生母は身を隠していたがやがて捕まり財産を没収されたがその額は息子が強要された金額と同額だった。
息子のイブン・アル＝ムウタッズ（イブヌル・ムウタッズ）は有名な詩人となった。